# Kawasaki KH-4
Kawasaki KH-4 byl lehký užitkový vrtulník vyvinutý v 60. letech v Japonsku na základě amerického typu Bell 47, který společnost Kawasaki licenčně vyráběla od roku 1952. Nejviditelnějším rozdílem mezi KH-4 a jeho předchůdcem byla nová zvětšená kabina. Ta byla plně uzavřena (ačkoliv její dveře bylo možno demontovat) a poskytovala prostor pro přepravu tří cestujících sedících vedle sebe na lavici za sedadlem pilota. 
Vrtulník také měl nový systém kontroly řízení, upravené přístrojové vybavení a zvětšenou zásobu paliva. Bylo vyrobeno celkem 211 kusů, včetně 4 vzniklých přestavbou z vrtulníků Bell 47G. Velká většina z nich byla provozována soukromými uživateli, ačkoliv několik kusů bylo zakoupeno ozbrojenými silami Japonska a Thajska.

## Uživatelé
- Japonsko
  - Japonské námořní síly sebeobrany[1]:s.578
- Thajsko
  - Thajské královské letectvo[1]:s.581

## Specifikace

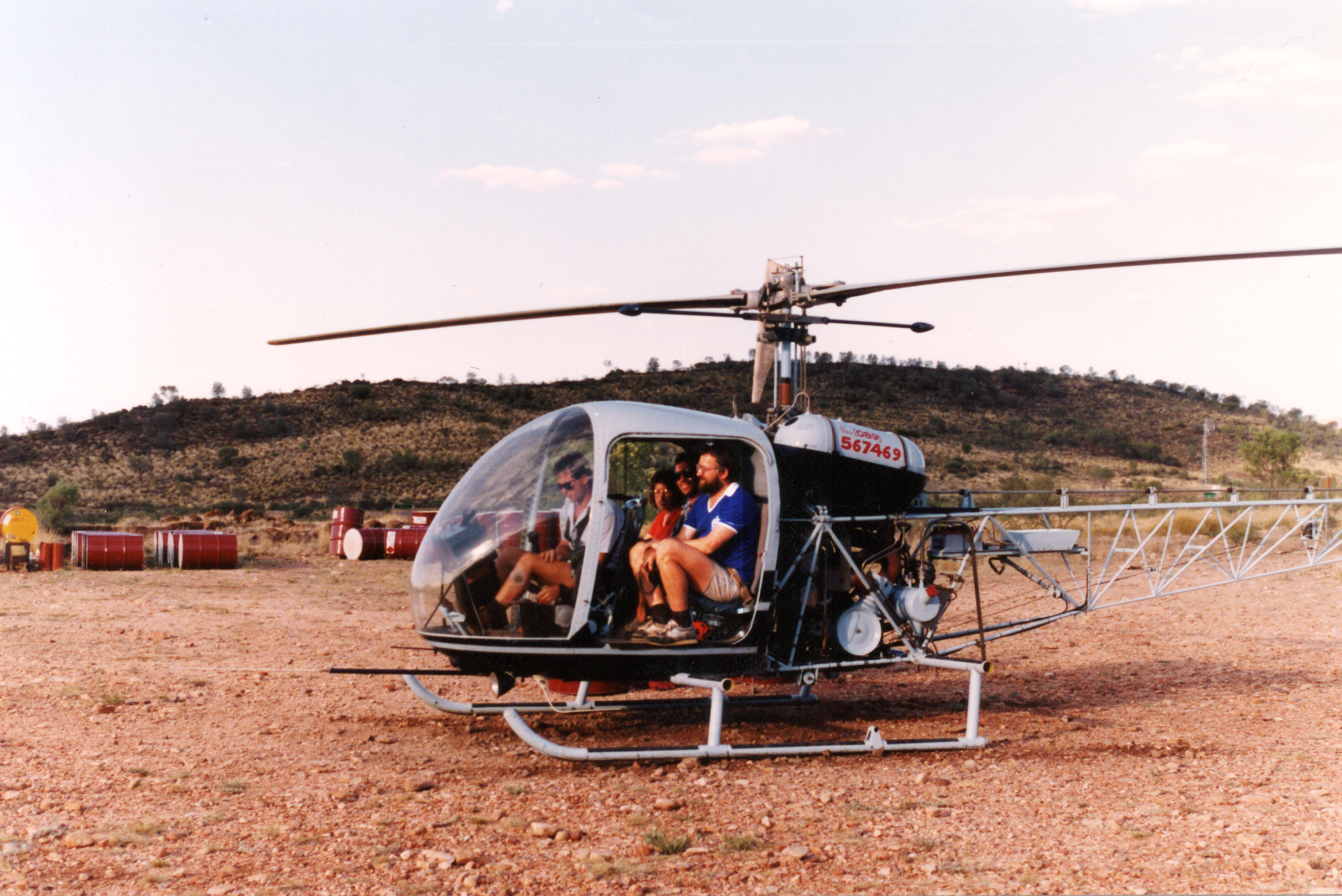
Pohled na přední část KH-4 z levého boku

Údaje podle

### Technické údaje
- Osádka: 1 (pilot)
- Kapacita: 3 cestující
- Délka: 9,93 m
- Výška: 2,84 m
- Průměr nosného rotoru: 11,32 m
- Plocha rotoru: 100,6 m²
- Hmotnost prázdného stroje: 816 kg
- Vzletová hmotnost: 1 293 kg
- Pohonná jednotka: 1 × vzduchem chlazený šestiválcový boxer Lycoming TVO-435-B1A
- Výkon pohonné jednotky: 200 kW (270 hp)

### Výkony
- Maximální rychlost: 169 km/h
- Cestovní rychlost: 140 km/h
- Dolet: 400 km
- Vytrvalost: 4 hodiny a 6 minut
- Praktický dostup: 5 640 m
- Stoupavost: 4,3 m/s